# Scandal (japán együttes)
A Scandal (japán kiejtés: [sɯ̥kjandaɽɯ͡β̞], ’Botrány’; stilizálva SCANDAL) japán pop-rock-együttes, amelyet 2006. augusztus 21-én, Oszakában alapított Ono Haruna ritmusgitáros, Szaszazaki Mami szólógitáros, Ogava Tomomi basszusgitáros és Szuzuki Rina dobos. 2008-ban egyetlen független kiadós kislemezzel meghívásokat kaptak Amerikába, Európába és Ázsiába is. 2008 áprilisában az Epic Records kiadóval szerződtek, a mainstream sikert a 2009 októberében megjelent első, Best Scandal című stúdióalbumukkal érték el. A lemezzel az ötödik helyen mutatkoztak be az Oricon eladási listáján, amire egyetlen hangszeres lányegyüttes sem volt képes 2002 óta, valamint jelölték őket a legjobb új előadónak járó díjra az 51. Japan Record Awardson.
Második nagylemezük, a Temptation Box 2010-ben jelent meg; megismételte az előző lemez kereskedelmi sikerét, sőt azt valamivel túl is teljesítette; először érték el egy hivatalos slágerlista csúcsát, amikor a Taijó to kimi ga egaku Story kislemez a hongkongi J-pop-lista élére állt, a növekvő népszerűségüknek hála pedig saját televíziós sorozatuk és szinkronszínészi munkák révén a szórakoztatóipar egyéb válfajaiba is belekóstolhattak. Harmadik stúdióalbumukat 2011-ben adták ki, s bár a korábbi lemezekhez képest erősebbek benne a poposabbra vett elemek, azonban a kasszáknál mégis hasonlóan teljesített, mint elődei. Negyedik nagylemezükkel, a 2012-ben megjelent Queens Are Trumps: Kirifuda va Queennel új rekordot állítottak fel, mivel az a negyedik helyezést érte el az Oriconon, mivel korábban egyetlen női együttesnek sem sikerült, hogy az első négy nagylemezük mindegyike a legjobb ötben mutatkozzon be a japán eladási listán. Következő stúdióalbumaikkal, a 2013-as Standarddal, a 2014-es Hello Worlddel, a 2016-os Yellow-val, a 2018-as Honeyvel és a 2020-as Kiss from the Darkness-szel tovább javítottak saját rekordjukon.
Bevallásuk szerint ők játsszák a „legerőteljesebb lányos japán pop-rock” zenét. Onón, a frontemberen kívül a többi három lány is énekel a dalok többségében. Kezdeti középiskolás imázsukat, amely a blézeres iskolai egyenruhához hasonló formaruhákat és azokhoz illő bakancsokat jelentett, a Baby Action című albumuktól levetették. Dalszövegeiket rendszerint saját maguk írják, a 2014 decemberében megjelent Hello World című stúdióalbummal irányt váltottak, hiszen a lemezen szereplő legtöbb szám zenéjét is ők szerezték.
A zenekar a Zone feloszlása és az idolzene egyre növekvő népszerűsége miatt olyan piaci időszakban alakult, amikor egyetlen japán hangszeres lányegyüttes sem volt, mely a saját szerzésű dalaival képes lett volna kereskedelmi sikereket elérni. A Scandal néhány év leforgása alatt az ország egyik legnagyobb együttesévé nőtte ki magát, ahol egy platina- és két aranylemezük is van, illetve az animékben hallható számaiknak és a tengerentúli fellépéseiknek köszönhetően a szigetország egyik nemzetközileg legnépszerűbb, számottevő külföldi rajongótáborral rendelkező zenekara lett. A japán sajtó szerint a formációnak meghatározó szerepe volt a hangszeres lányegyüttesek számának növekedésében, valamint a „női együttesek új korszakának” első számú képviselőjének, a 2000-es évek hangszeres lányegyütteseinek „úttörőinek” kiáltották ki őket.

## Az együttes története

### 2006–07: Megalakulás és a kezdetek

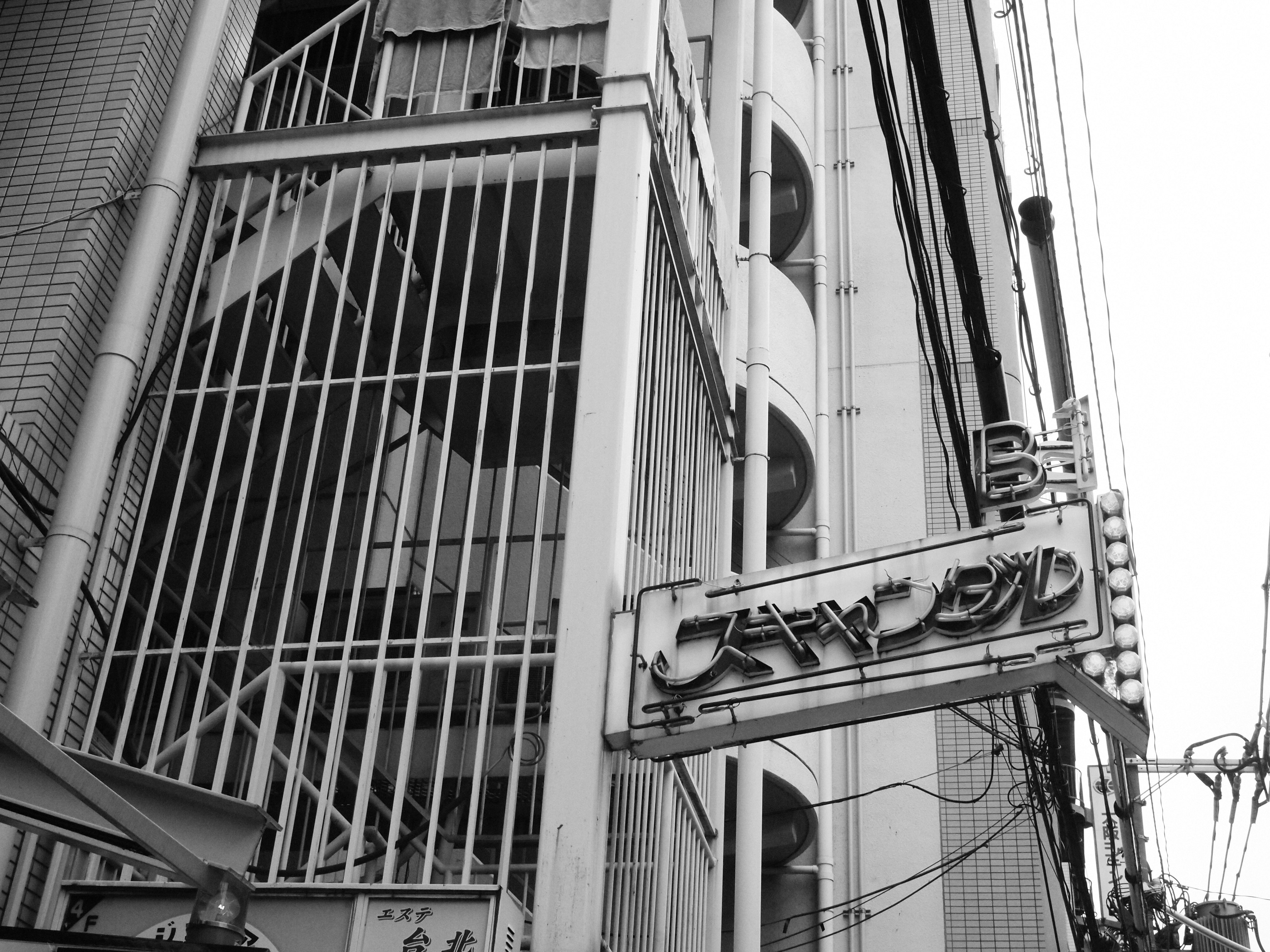
A kjóbasi Scandal hostess klub neontáblája, amiről az együttes a nevét kapta (2014)

Az együttes alapját 2006. augusztus 2-án alapította Ono Haruna, Szaszazaki Mami, Ogava Tomomi és több meg nem nevezett tizenéves lány, amikor Josinaga Jóko (吉永曜子), a Caless ének- és tánciskola elnöke a Kitty Rights & Entertainment japán cég két éve érlelődő felkérésére júniusban javasolta a diákjaiknak, hogy tanuljanak meg valamilyen hangszeren játszani, hogy két éven belül debütálhassanak egy nagykiadónál. A vállalat a Zone 2005-ös feloszlása és az idolzene egyre növekvő népszerűsége miatti piac rést akarta kiaknázni, melyben egyetlen csupalány együttes sem volt képes úgy kereskedelmi sikereket elérni, hogy a dalaikat hangszerrel kísérni is tudják. Habár Szaszazakin kívül mindannyian a táncosként, énekesként vagy divatmodellként látták a jövőjüket, ennek ellenére tíz diák mégis jelentkezett. Augusztus 12-re már csak hárman maradtak, a többiek abbahagyták a hangszeren való zenélést. Ono és Ogava a gitár mellett döntött, Szaszazakit pedig arra osztották be, annak ellenére, hogy tudott dobolni.
Ogava később áttért a basszusgitárra, mivel elmondása szerint azon könnyebb leszorítani a húrokat, és a gitáron a kettővel több húr miatt egyébként is képtelen volt megtanulni zenélni. Ugyan a választott hangszerükön egyikük sem tudott játszani, ám Onónak és Szaszazakinak már volt zenei tapasztalata. Előbbinek 2005-ben jelent meg egy gospel-lemeze, amelyen öt csoporttársával énekel a Caless Kid’s Choir (キャレスキッズクワイヤー, ’Caless gyermekkórus’) tagjaként, míg utóbbi 2003-ban kezdett dobolni, majd 2004-ben csatlakozott iskolatársa Anpontans (あんぽんたんズ, ’Tökfejek’) együtteséhez. Szuzuki Rina, a Caless új diákja körülbelül egy héttel a zenekar megalapítása előtt, augusztus 15-én a helyi obonon fogott először dobverőt a kezében. Ugyanolyan borzasztóan játszott, hogy még a tanárai is azt mondták: hagyja abba a zenélést. Azonban augusztus 21-én, 15. születésnapján az erőfeszítéseinek értékeléseként mégis megengedték, hogy csatlakozzon a másik három lányhoz, így hivatalosan is létrehozva az együttest. Szuzuki dobos lett annak ellenére, hogy hároméves kora óta zongorázik és a középiskolában gitározott is, valamint ő is gitározni szeretett volna.
A tánciskolában senki sem akart nekik segíteni megtanulni a hangszereiken játszani, mivel azt akarták, hogy valóban megszeressék a hangszereiket, a társaikat, illetve az együttest. Ennek okán kezdetben vajmi keveset fejlődött a tudásuk, a táncolásra sem maradt idejük, így kezdték megbánni, hogy belevágtak a zenélésbe. Egyikük sem gondolta, hogy az együttes valaha is túl fog mutatni az intézményen, hogy valóban debütálni fognak. 1–2 hónappal a zenekar alapítása után, miután a kiadó emberei leteremtették őket eszméltek rá, hogy a cégnek komoly terve van velük, addig egyikük sem gondolta komolyan a zenélést. Mivel Ono és Szuzuki profi szinten szeretett volna táncolni és énekelni, ezért a zenélés miatt úgy érezték, hogy az addig derűs sorsuk hirtelen 180 fokos fordulatot vett. Hamar ráeszméltek azonban arra, hogy a hangszereken való zenélés is az önkifejezés egy módja, így egyre inkább elkezdtek érdeklődni a hangszerek iránt. Szuzuki nehezen jött bele a dobolásba, emiatt önbizalomhiányban szenvedett és alsóbbrendűnek érezte magát, ezért többször is komolyan megfontolta, hogy kilép az együttesből. Társai ezt nem így látták; végül Szuzuki erős akarata rázta egybe a zenekart. Ogava a Hjógo, Szuzuki a Nara, míg Ono és Szaszazaki az Aicsi prefektúrában lakott, így másfél éven keresztül hétvégenként a Caless oszakai épületébe utaztak, ahol napi tíz-tizenkét órát gyakoroltak, míg az iskolai nyári szünetekben kéthetes edzőtáborokat tartottak a Kitty itói stúdiójában.
Augusztus 28-án hirtelen nevet kellett választaniuk, mivel másnapra fellépést kaptak egy koncertterembe. A kjóbasi épület, melyben az egyik gyakorlásra használt stúdiójuk volt, több hostess klubnak is helyet adott, ezek közül választották ki a legnagyobb cégtáblával rendelkező és legforgalmasabb klubot, így augusztus 29-én Scandal (スキャンダル, ’Botrány’) lett a zenekar hivatalos neve, katakanás alakban írva. Az egyéb nevek között további klubnevek is felmerültek, így a Namanamasii deszu (生々しいです, ’Élénk vagyok’), a Peach Club (ピーチ倶楽部, ’Barackklub’), a Stewardess monogatari (スチュワーデス物語, ’Légikísérőnő-történet’), a Densa de Go! Go! (電車でGO!GO!, ’Menjünk [elektromos] vonattal!’) vagy a Nurse dzsogakuin (ナース女学院, ’Nővérképző akadémia’) is, utóbbi címen egy gerillakoncertet is adtak 2013-ban. Ugyanazon napon, alig egy hét gyakorlás után először léphettek fel színpadon, amikor a Caless által szervezett Heavy Rhythm rendezvény nyitózenekara voltak az oszakai Namba Hatch koncertteremben. Egyetlen dalt, a Sadistic Mika Band Time Machine ni onegai (タイムマシンにお願い, ’Időgép, tégy meg egy szivességet!’) című szerzeményét adták elő.
Fellépésük rosszabb nem is lehetett volna: Ono nem tudott egyszerre gitározni és énekelni, Szaszazaki, mivel korábban állva még sosem gitározott, ezért természetellenes módon megpróbálta úgy tartani hangszerét, mint ahogy azt ülve tenné, illetve a dal vége felé az egyik gitárhúrját is elszakította, Szuzukinak pedig a dal közben kirepült a dobverő a kezéből, tartalék ütő híján pedig a szám közben, posztját elhagyva kezdte keresni. Annak ellenére, hogy egyáltalán nem voltak képesek a hangszereiken játszani, 2006. október 21-én mégis képzési szerződést írtak alá a Kittyvel, mivel a cég emberei egy évre előretekintve ígéretesnek látták az együttest. Nem sokkal ez után az oszakai kastélyparkban – a helyi amatőr előadók kedvelt fellépőhelyén – zenéltek hétvégenként. Eleinte ezek a 30 perces előadások teljes összevisszaságban zajlottak, semmiképpen sem lehetett őket rendes koncerteknek nevezni. Mivel kezdetben senki sem állt meg meghallgatni őket, vagy éppen akkor adtak koncertet, amikor senki sem volt ott, ezért kézzel készített szórólapokkal reklámozták magukat, így az idő előrehaladtával egy-egy ilyen fellépés alkalmával rendszerint több mint száz néző jelent meg. Olyan, végül meg nem jelent saját számokat játszottak, mint az Asita no asita (明日のアシタ, ’A holnap holnapja’) vagy a Sakura, de gyakran dolgozták fel az éppen az Osaka-jo Hallban fellépő profi zenészek dalait az aréna előtt. Az idő múlásával oszakai és kiotói klubokba, koncerttermekbe kaptak felkéréseket. Növekvő hírnevüknek köszönhetően 2007 augusztusában meghívták őket a rangos Club Asia sibujai klubba, ahol több lemezkiadó ügynöke is jelen volt. Ez volt a Scandal első fellépése Tokióban, és az első a Kanszai régión kívül. Néhány hónap múlva elkezdték a később a névjegyükké váló japán iskoláslányok blézeres egyenruháját mintázó ruhadarabokat viselni, első televízióban is közvetített fellépésükön, az Amerikamura TV újévköszöntő műsorában is ebben jelentek meg.

### 2008: Független kiadós lemezek

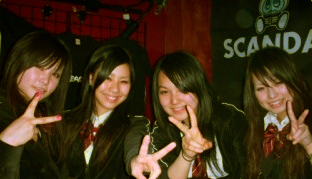
A Scandal autogramosztás közben az amerikai koncertkörútjuk egyik állomásán (2008)

2008-ban a Scandal immár latin verzális betűkkel írt néven három független kiadós kislemezt készített el, ezek mindegyike kizárólag a Tower Records üzleteiben volt elérhető. Első kislemezük, a Space Ranger 2008. március 3-án jelent meg és a KBS Kyoto Tokoton! Kio no Sports hírműsorának zárófőcím dalaként is felcsendült. Annak ellenére, hogy a lemezből nyomott 1000 példány mindössze 40%-át tudták értékesíteni Japánban, azonban az így is a második helyezést érte el a Tower Records heti független kiadós eladási listáján és az együttes 2008-as nemzetközi koncertjein is nagy sikerrel árulták. A következő hónapokban két újabb kislemezük jelent meg Koi mojó és Kageró címen, mindkettő az első helyet érte el a Tower Records heti független kiadós kislemezlistáján. A Koi mojót 2008. április 16. és április 22. között a „hét dalának” választották a japán iTunes Store-on, illetve a május 31-én bemutatott Corazon de Melon (コラソンdeメロン, ’A szív sárgadinnyéje’) című független film főcímdalául is hallható volt.
A Kitty különleges módon, egy tizenkét epizódos animestílusú flash-sorozattal népszerűsítette a zenekart, amelyre később a Seattle-i Sakura-Con animetalálkozó vezetősége is felfigyelt, így az együttes nem sokkal az első kislemezük megjelenése után elhagyta Japánt, hogy megtartsák első turnéjukat a Japan Nite US Tour 2008 keretén belül. A koncertsorozat során a tervek szerint hét nagyvárosban, így Cambridge-ben, Chicagóban, Denverben, Los Angelesben, New Yorkban, San Fransiscóban és Seattle-ben léptek volna fel, azonban a denveri koncertet le kellett mondaniuk, mivel Ogava elveszítette az útlevelét. A turnét követően a Sakura-Conon is felléptek, a hét fellépésen összesítve 7000 néző vett részt. A különböző technikai problémák mellett az első koncertek alatt az együttes képtelen volt szórakoztatni a közönséget, így feljegyzéseket vezettek arról, hogy miként lehetne javítani a fellépéseik hangulatán, utolsó amerikai koncertjükön az együttes története során először követelte őket vissza a közönség a színpadra. A koncertsorozat alkalmával nyílt először lehetőségük nagyobb közönség előtt fellépni, az, hogy teljesen idegen nézőközönségnek koncerteztek önbizalmat adott nekik a későbbi japán előadásaikra.
Hazatérésük után, április 29-én két kisebb fellépést követően a kilenc év után ismét megrendezett Naon no Yaon zenei fesztiválra is meghívást kaptak. Ugyanezen év júliusában 10 000 embernek adtak koncertet a francia Japan Expón, majd augusztusban két alkalommal, összesen 6000 fő előtt léptek fel a hongkongi Animation-Comic-Game Hong Kongon. 2007 elején megnyerték a Square Enix japán videójáték-fejlesztő és kiadó cég versenyét, így előadhatták a Star Ocean: Second Evolution szerepjáték PlayStation Portable-verziójának főcímdalát. A Scandal az első középlemeze, a Yah! Yah! Yah! Hello Scandal megjelenésével és az iskolai nyári szünetben megtartott Scandal: Give Me P.P. Tour 2008 Summer első országos koncertsorozatával zárta független pályafutását.

### 2008–09: Nagykiadós lemezszerződés,Best Scandal

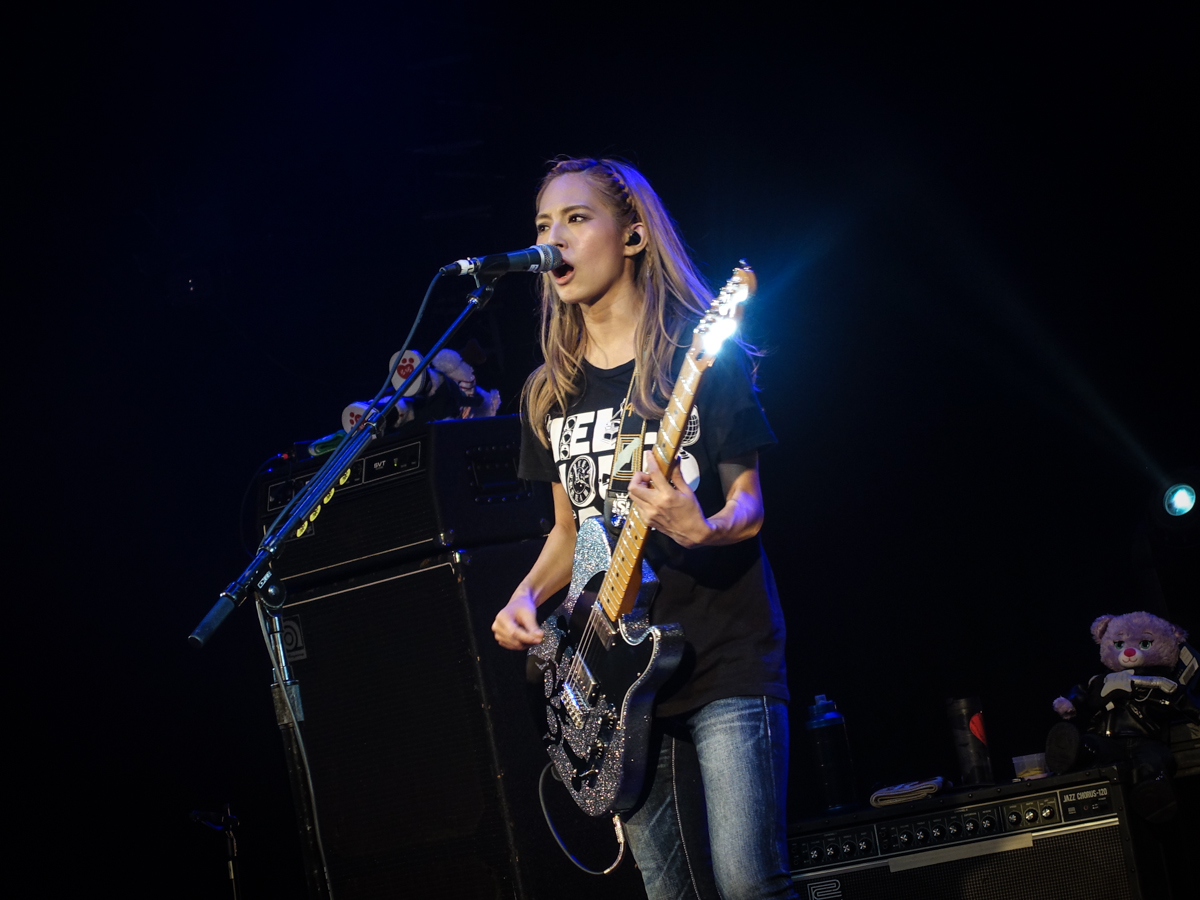
Ono Haruna, az együttes frontembere, ritmusgitárosa (2015)

2008 áprilisában lemezszerződést kötöttek az Epickel, bár más kiadók is érdeklődtek az együttes iránt. A szerződés aláírása után a zenekar menedzsmentjét továbbra is a Kitty, majd 2017 szeptemberétől annak Rooftop Inc. leányvállalata vitte tovább. 2008. október 2-án az első nagykiadós kislemezük, a Doll reklámkampányának részeként elindult az első rádióműsoruk, a Scandal no doon (SCANDALのド～ン。, ’A Scandal bummja’), melyet a Nippon Cultural Broadcasting rádióadó sugárzott félórás terjedelemben 2009. október 1-ig. A lemez október 22-én, a Kitty megszabott ütemtervhez képest két hónapos csúszással jelent meg, és a huszonhatodik helyezést érte el az Oricon heti eladási listáján. A Billboard Japan Hot 100 slágerlistájára is felkerült az ötödik helyen, később a digitális eladásoknak köszönhetően pedig aranylemezzé minősítették. A dallal szerepelhettek a Music Station és több másik országos lefedettségű televíziós műsorban is, illetve az több mint negyven AM és FM rádió-, illetve műholdas televízióadó leggyakrabban lejátszott számai közé került, emellett több zenei műsor nyitó- és záródalaként is felcsendült. 2009 és 2012 januárja között a CD Data (később CD&DL Data) zenei magazin rendszeres rovatot vezetett Girls Be Scandalous! címen, melybe az együttes tagjai blogszerű bejegyzéseket, illetve önalbum- és önkoncertelemzéseket írtak.
Második kislemezük Szaszazaki és Ogava érettségi bizonyítványának megszerzésének megünnepléseként jelent meg 2009 márciusában Sakura Goodbye címmel. A lemez a harmincadik helyezést érte el az Oriconon, címadó dala a Fuji TV Mecsa-mecsa iketeru! című sorozatának záró- és a Music B.B. nyitódalként is felcsendült. Február végén első alkalommal szervezték meg az együttes saját, éves rendszerességű zenei rendezvényét, a Band jarou jo!!-t (バンドやろうよ!!, ’Játszunk egy együttesben!!’), melyen az évek folyamán olyan előadók léptek fel, mint a 7!!, az Akai kóen, a Cossami, a Flip, a Negoto, Sisido Kavka, a Spyair, a Stereopony vagy a Super Beaver. A következő hónapban a Sódzso S című daluk a Bleach animesorozat tizedik nyitódalaként mutatkozott be. A szám a sorozat 215. és 242. epizódja között volt hallható, az azonos cselekményszálat feldolgozó Bleach DS 4th: Flame Bringer című videójáték főcímdalaként is megjelent. Ez megnövelte a népszerűségüket, két hónappal később a kislemez a hatodik helyen mutatkozott be az Oricon eladási listáján, később aranylemezzé minősítették, és nemzetközi szinten is ismert lett az együttes. A dal megjelenése óta a zenekar összes kiadványa a japán eladási listák legjobb 20 helye között debütált. Május 21-én újabb rádióműsoruk indult Radio Sessions: Scandal – Munaszavagi no After School (Radio Sessions「SCANDAL 胸騒ぎのAFTER SCHOOL」, ’Nyugtalanság az iskola után’) címen, melyet 2012. március 31-ig a Japan FM Network hálózat számos adóján sugároztak, valamint az FM Osaka E-tracks Selection műsorát is vezették 2010. július 13. és december 28. között, tizenhárom epizódon át.
Augusztus elején immár második alkalommal léptek fel a hongkongi Animation-Comic-Game Hong Kong rendezvényen. Augusztus 27-én az MTV Student Voice Awards díjátadón előadták a Bukacu no tensi sorozat főcímdalaként is hallható BEAUTeen!! című szerzeményüket, amely az október 14-én megjelent Jumemiru cubasza kislemezre került fel. A korong névadó száma a Nippon TV Ongaku szensi Music Fighter zenei televíziós műsorának volt a nyitódala. A kislemezből megjelenésének hetében 5850 példány kelt el, ezzel az Oricon tizenkettedik helyét érte el. Egy héttel később, október 21-én kiadták első stúdióalbumukat, a Best Scandalt. Az album az ötödik helyen mutatkozott be az Oricon heti eladási listáján, ezzel a Scandal lett az első hangszeres lányzenekar a Zone óta (2002), amelynek bemutatkozó nagylemeze a legjobb öt között debütált. Decemberben a zenekar megtartotta első önálló, négyállomásosra tervezett turnéját, azonban mivel a bejelentés napján mindegyik fellépésre elkelt az összes jegy, ezért egy ráadáskoncertet is adtak Best Xmas címen, mely éves rendszerességű fellépéssé nőtte ki magát. A 2009. december 30-án megrendezett 51. Japan Record Awardson nyertek egy „új előadó” díjat, viszont a legjobb új előadónak járó elismerést elvesztették a dél-koreai Big Bang idolegyüttessel szemben.

### 2009–10:Temptation Box

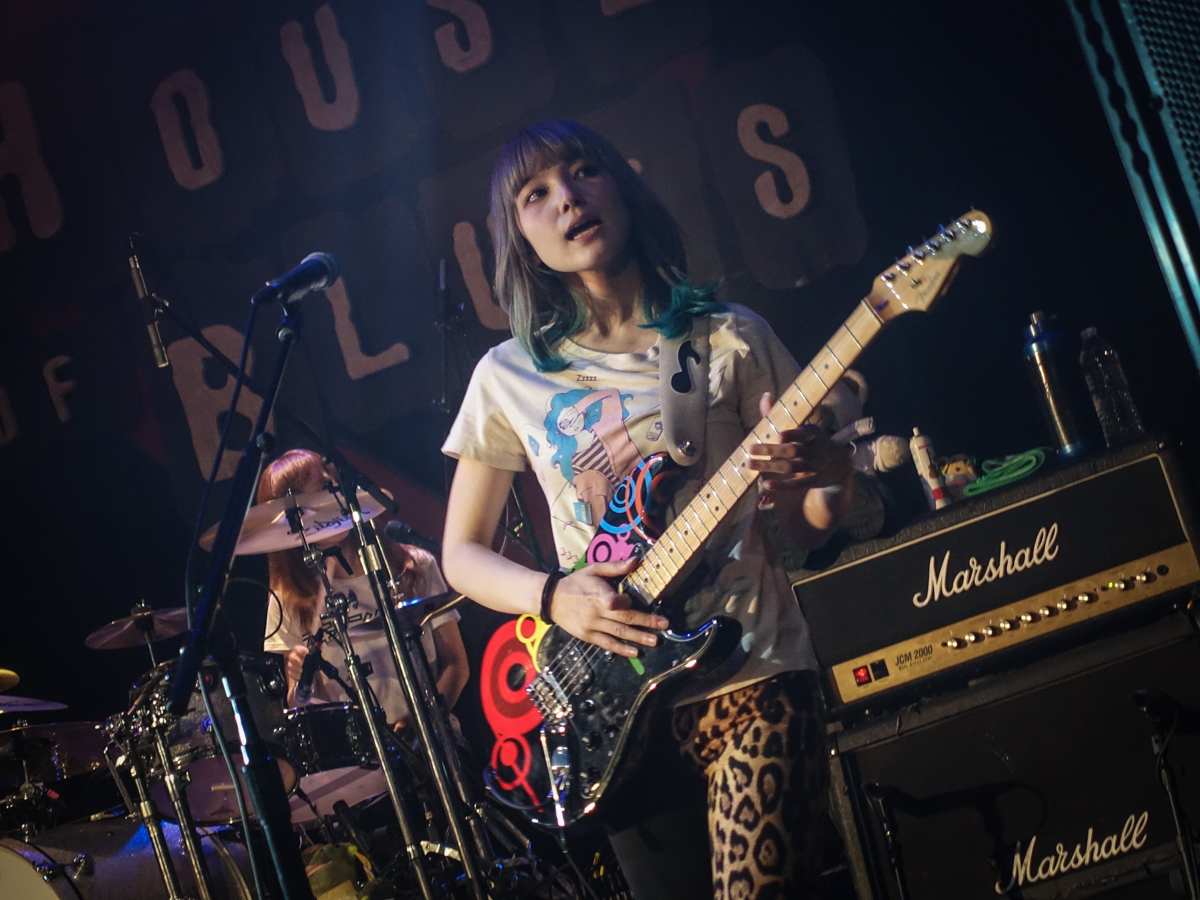
Szaszazaki Mami, az együttes szólógitárosa, háttérénekese (2015)

2010 februárjában megjelent a Sunkan Sentimental című kislemezük, amely a Fullmetal Alchemist: Testvériség animesorozat negyedik zárófőcím dalaként volt hallható. A korongot megjelenésének napján több mint húszezer példányban vásárolták meg digitális úton, majd végül 2016 januárjában a Japán Hanglemezgyártók Szövetsége platinalemezzé minősítette azt, mivel több mint kétszázötvenezren vették meg annak teljes hosszúságú változatát. A lemez fizikai kislemez formájában kevésbé volt sikeres: egy hét alatt 16 672 példány kelt el belőle, ezzel a hetedik helyet érte el az Oricon listáján. 2010 márciusában Scandal: Sunkan szakura zenszen Tour 2010 Spring címen koncertsorozatot indítottak, azonban ezt megelőzően tartottak egy szavazást a Twitteren, hogy mely másik előadó számát adják elő a turné állomásain. Hatszáz dal közül a rajongók a Zone Secret Base (kimi ga kureta mono) című számát választották, amely később, április 21-én digitális kislemez formájában jelent meg, videóklipjét a koncertsorozat alkalmával vették fel.
A Kera divatmagazin 2010. júniusi és 2013. májusi lapszáma közötti kiadásaiban állandó rovatként szerepelt az együttes mindennapi életét bemutató Scandal no gacsinko szeisun Graffiti (SCANDALのガチンコ青春GRAFFITI, ’A Scandal fiatalságtól buzgón versengő graffitije’), de számos alkalommal modellkedtek is benne. Június 2-án megjelent a Taijó to kimi ga egaku Story kislemezük, amely az eladási listák tizedik helyét érte el 12 359 eladott példánnyal. Címadó dala később a Nacu Sacas 2010 Akaszaka Big Bang és az Ucunomija hanabi taikai 2010 elnevezésű tűzijátékok témazenéjeként volt hallható. Június 6-án megjelent első koncertfelvételük, a Scandal First Live: Best Scandal 2009, amely az első önálló turnéjuk ráadáskoncertjének felvételeit tartalmazza. Az Oricon adatai szerint a DVD az ötödik helyet érte el a zenei, illetve az összesített DVD eladások terén is. Eközben Európában lemezszerződést kötöttetek a francia székhelyű Wasabi Record-szal, ami 2010. július 30-án Európában fizikai formában is megjelentette a zenekar bemutatkozó nagylemezét. A következő hónap végén Namida no Regret címen újabb kislemezt adtak ki, melynek hangvétele melankolikusabb, balladaszerűbb lett a rajongók követeléseinek eleget téve. A korong a tizenegyedik helyen mutatkozott be 9304 eladott példánnyal, címadó dala 32 televíziós műsor nyitó- vagy zárófőcím dala volt. 2010. július 2-án a TBS Television adó elkezdte sugározni első saját televíziós műsorukat, a Siteki ongaku dzsidzsót (私的音楽事情, ’Személyes zeneválasztások’), melynek záróepizódja szeptember 24-én került adásba. Május 15-én és 16-án felléptek az Animax Musix 2010 tavasz rendezvényen.
Július végén, augusztus elején immár harmadik alkalommal léptek fel a hongkongi Animation-Comic-Game Hong Kong rendezvényen, majd megtartották első hongkongi szólókoncertjüket, amely telt házas volt. Felkerültek a hongkongi Respect zenei magazin címlapjára, majd a korábban megjelent Taijó to kimi ga egaku Story kislemezük a Radio Television Hong Kong J-pop-slágerlistájának élére állt. A rádióadó hallgatói a legjobb újoncnak járó díj bronz fokozatával is megjutalmazták az együttest.
Amint visszatértek Japánba kiadták második stúdióalbumukat, a Temptation Boxot, amit az Epic digitális formában negyvenkét országban jelentetett meg, illetve Európában a Wasabi Records fizikai formában is forgalomba hozta. A lemez a harmadik helyen debütált az Oricon eladási listáján, ezzel a Scandal lett az első olyan hangszeres lányzenekar, amelynek sikerült bekerülnie a legjobb három közé a Chatmonchy Kokuhaku című albuma óta (2009. március). Később a korong Hi-Hi-Hi című száma egy frissítés során bekerült az Elsword internetes szerepjátékba, több az együttessel kapcsolatos tárgy, illetve egy Szaszazaki által megszólaltatott szereplő kíséretében. A japán mozikban augusztus 28-án bemutatott Loups=Garous animációs film főcímzenéjét, betétdalát és zárófőcím dalát is a Scandal adta elő. A film produkciós stúdiója, a Production I.G a Koshi-Tantan című dalukhoz egy animestílusú videóklipet is forgatott, emellett a zenekar tagjai kisebb szerepek szinkronizálását is vállalták. Szeptember 18. és október 2. között Scandal Temptation Box Tour 2010: Yeah! tte iei! címen koncertsorozatot tartottak a második stúdióalbumuk népszerűsítésére. Szeptember 18-án a Kitty Scandal Anime címmel DVD-n is megjelentette a 2008-ban az együttes népszerűsítésre használt animációs sorozatot.

### 2010–11:Baby Action

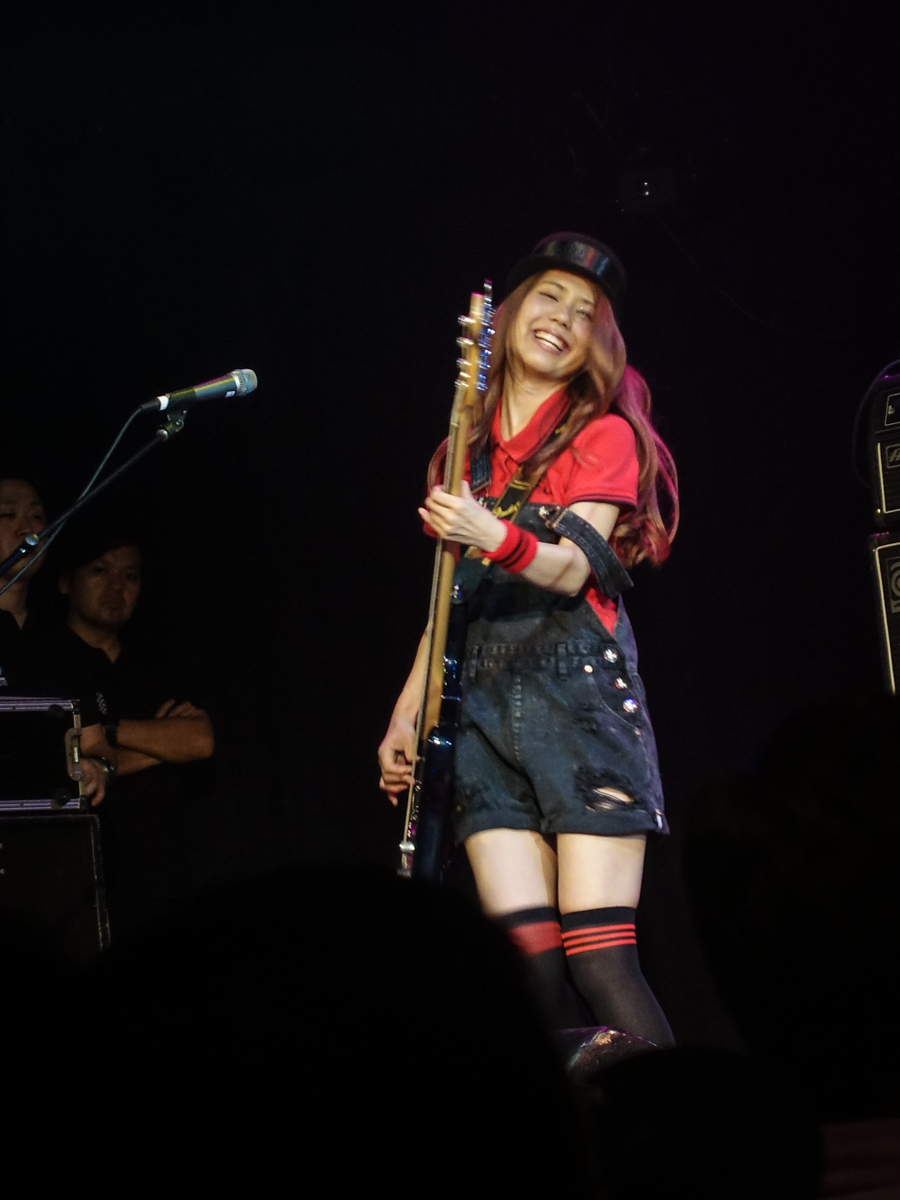
Ogava Tomomi, az együttes basszusgitárosa, énekese (2015)

Közel két hónappal a Temptation Box megjelenése után, 2010. október 6-án az együttes újabb kislemezzel jelentkezett Scandal nanka buttobasze címmel, melynek névadó dalát Aki Jóko és Uzaki Rjúdó, az „aranypár” írta és komponálta. Ez a harmadik helyezést érte el az Oricon heti eladási listáján 35 772 eladott darabbal. A Teena japán weboldallal együttműködve 2010 és 2015 között minden év végén Scandal Copy Band/Vocalist Contest néven középiskolás lányoknak szóló dalversenyt rendeztek, melyen kizárólag Scandal-számokat lehetett előadni. A versenyre rendszerint 500–650 előadó nevezett be, összesen több mint 3000 fellépője volt. Novemberben megjelent egy feldolgozásalbumuk R-Girl’s Rock! címen, melyen szerepelt a korábban már digitális úton kiadott Secret Base (kimi ga kureta mono) is, és Szuzuki először vállalt komolyabb énekszerepet, a Sunny Day Sunday című dalnál. A kiadvány a kilencedik helyen mutatkozott be az Oricon eladási listáján 13 555 példánnyal. November 3-án ők nyitották meg az Animax Musix 2010 ősz rendezvényt a Yokohama Arenában 11 700 néző előtt. November 14-én közel 3000 helyi rajongó előtt felléptek a szingapúri Anime Festival Asia animetalálkozón.
2011. február 9-én Pride címen megjelent a tizenkettedik kislemezük, melynek címadó dalát a Star Driver: Kagajaki no Takuto című animesorozat második záródalaként hallhatta először a közönség. Ugyan a lemez csak a hetedik helyet érte el az Oriconon 16 579 példánnyal, viszont a Billboard Japan Hot Animation listáján az első helyen mutatkozott be, így a magazin jelölte őket az év animációs előadója kategóriában a 2011-es Billboard Japan Music Awards zenei díjátadón. Május 3. és július 8. között Scandal Live Tour 2011: Dreamer címen koncertkörútra indultak, mely körülbelül 15 000 főt mozgatott meg, ami azt jelenti, hogy minden egyes állomása telt házas volt. Július 9-én és 10-én megtartották első Kjú ni kite gomen turnésorozatukat, mely alatt kizárólag olyan városokban, így Macujamában és Takamacuban léptek fel, ahol korábban még nem adtak koncertet. Május 20-án megjelent a Haruka című kislemezük, amelynek névadó dala az első japán készítésű egész estés háromdimenziós animefilmjének, a Tofu kozónak a főcímdala, míg B oldalas száma, a Satisfaction a Japán Strandröplabda-szövetség által a 2011-es tóhokui földrengés károsultjainak megsegítésére rendezett strandröplabda-versenyének témazenéje volt. A korong a harmadik helyen mutatkozott be az Oricon eladási listáján és a Billboard Hot Animation slágerlistáján is, 21 974 eladott példánnyal.
Július 2-án a Colors fesztiválon léptek fel Tokióban, majd egy nappal később az anaheimi AM² rendezvény díszvendégei voltak, előadták új kislemezük, a július 27-én megjelenő Love Survive több dalát is. A korong a tizenegyedik helyen mutatkozott be az Oriconon 13 507 eladott példánnyal. Július 8-án a Tokyo MX adó elindította az együttes második televíziós műsorát, a Next Break!!-et, melyet a Hi Lockation Markets zenekarral közösen vezettek szeptember 30-ig. Augusztus 9. és 15. között a Tsutaya japán áruházlánc átalakította egyik tokiói üzletét, amelyben ez idő alatt kizárólag az együttessel kapcsolatos tárgyakat árultak. Mintegy 30 perc alatt 1000 rajongó jelent meg az épületnél, ezzel elérve a belépési korlátot. A későbbi években a Kitty üzleteit alakították át.
Augusztus 10-én Baby Action címen kiadták harmadik stúdióalbumukat, mely a negyedik helyen nyitott az eladási listákon. Mivel az első három nagylemezük mindegyike az eladási listák legjobb öt helyének valamelyikén debütált, ezzel beállították a Pink Sapphire 1990. és 1991. között felállított rekordját, hisz erre korábban a csak nőkből álló hangszeres együttesek közül ők voltak képesek. A lemez Burn című dala a Fortissimo Films Rabbit Horror 3D horrorfilmjének főcímdala, míg a One Piece a Kyushu Asahi Broadcasting televízióadó 2011-es japán középiskolai baseball-bajnokság közvetítésének dala volt. A szintén augusztus 10-én megjelent Zone Tribute: Kimi ga kureta mono című Zone-tribute albumra felkerült a Scandal Secret Base (kimi ga kureta mono) feldolgozása. Szeptember 28-án Video Action címmel kiadták az együttes első videóklip-gyűjteményét, rajta Szaszazaki és Ogava Dobondobondo (どぼんどぼんど) elnevezésű hiphop viccegyüttesének első videóklipjével.
Október 13. és december 1-je között Scandal Virgin Hall Tour 2011: Baby Action címen adtak koncerteket a harmadik nagylemezük népszerűsítésére, de még ezt megelőzően, szeptemberben egy ázsiai koncertkörutat is tartottak Scandal Asia Tour 2011: Baby Action címen. Mind a szigetországon belüli, mind az azon kívüli állomások telt házasak voltak, csak Japánban 30 000 jegyet váltottak rá. Október 20-án Girls Be Scandalous! címmel megjelent az első fotókönyvük, mely a CD&DL Data (korábban CD Data) magazinban közzétett interjúikat tartalmazza. 2011 végén az NHK J-Melo című televíziós műsorában bejelentették, hogy a műsort hallgatók kéréseit tekintve a Scandal a negyedik helyen végzett, szemben a 2010-es kilencedik helyükkel, ezzel is igazolva a zenekar nagy és egyre inkább gyarapodó tengerentúli rajongótáborát.
Onónak a 2011-es évben az állandó koncertezés következtében elment a hangja, ám mivel az együttes tevékenységét nem akarták szüneteltetni, ezért a kiadójuk azt javasolta nekik, hogy Ono nélkül lépjenek fel és készítsék el a következő nagylemezüket. A javaslatot elutasították, Ono playbackelt a koncertek alatt. Ezzel egy időben Ono magáról kialakított „menő rockerlány” képe is összeomlott, úgy gondolta, hogyha nem tudja visszanyerni a hangját, akkor az élete semmit sem ér. Teljes felépülése 2–3 évig tartott.

### 2011–12:Queens Are Trumps: Kirifuda va Queen

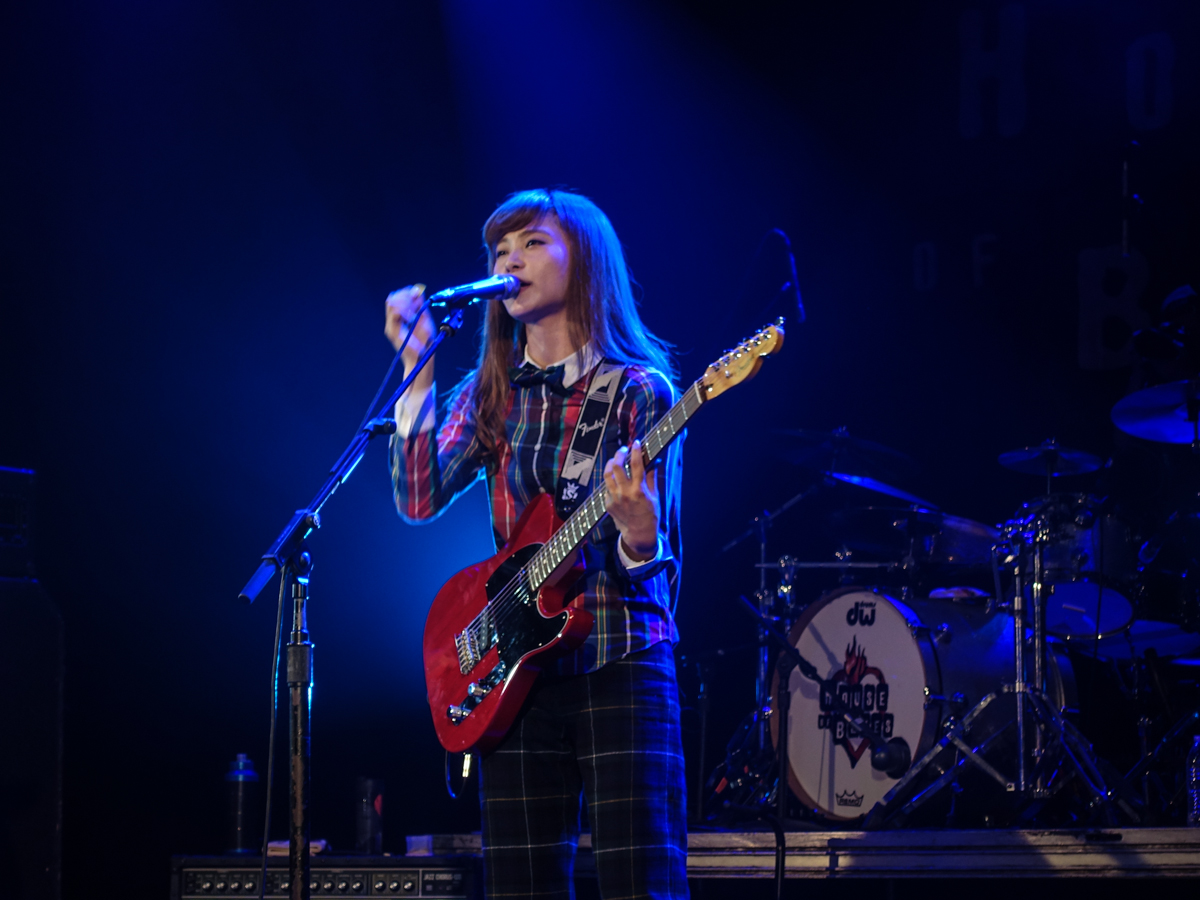
Szuzuki Rina, az együttes dobosa, háttérénekese (2015)

2011. szeptember 17-én bejelentették, hogy tizenkettedik kislemezük Harukaze címen fog megjelenni 2012 tavaszán és a Bleach című animesorozat nyitódala lesz annak 343. epizódjától. A lemez 25 921 eladott példánnyal a hatodik helyen mutatkozott be az Oriconon, míg a Billboard Hot Animation listáján a másodikon. December 20-án a Stereopony és a Zone társaságában koncertet adtak a 2011-es tóhokui földrengés és cunami károsultjainak megsegítésére. 2012 februárjában és márciusában az MTV Japán MTV Obizarus (MTVオビザラス) című műsorának házigazdái voltak Joannal. Ugyanebben a hónapban a Kitty és az ESP Guitars piacra dobott egy az együttes kabalafiguráját mintázó elektromos gitárt. Március 7-én megjelent első válogatásalbumuk Scandal Show címmel.
A lemez az együttes tagjai által választott tizenöt zeneszám mellett tartalmazza a Scandal no Theme című dalt is, amit a zenekar már bemutatkozása óta játszott, ám korábban egyetlen kiadványukra sem került fel. Az album a harmadik helyen mutatkozott be az Oricon eladási listáján 42 246 eladott példánnyal. Március 28-án 8000 embernek adtak szólókoncertet a Nippon Budókanban, ezzel a Scandal lett az alakulásuktól számított legfiatalabb, hangszeres lányegyüttes, amely fellépett az arénában. A jegyeket szélesebb körben február 11-én kezdték el terjeszteni, azonban mindössze 15 perc alatt elkelt az összes. A CD&DL Data japán zenei magazin 2012. márciusi–áprilisi és a 2014. januári–februári lapszáma között Scandal no Tokió Sca-pedia (SCANDALの東京SCA-pedia, ’A Scandal Tokió Sca-pédiája’) címen rovatot vezetett, melyben az együttes tagjai a japán főváros látnivalóit mutatták be. Május 19. és június 17. között egy tizenhét állomásos koncertsorozatot adtak Scandal: Live Ido Live Tour 2012 név alatt. Június 19-én a RecoChokun keresztül digitális formában megjelent a Taijó Scandalous című kislemezük, amely az első helyen mutatkozott be a szolgáltató teljes hosszúságú dalokat vizsgáló napi eladási listáján.
A lemez fizikai formában július 11-én jelent meg, amelyen az együttes tagjai kétfős csoportokra osztva (Almond Crush (アーモンドクラッシュ, ’Mandula-törés’) és Dobondobondo) egy-egy, a zenekar stílusától merőben eltérő, electropop, illetve hiphop dalt adtak elő. A korongból megjelenésének hetében 31 583 példány kelt el, ezzel a második helyen mutatkozott be az Oricon eladási listáján. A kiadvány az addigi legsikeresebb Scandal-kislemez lett mind az eladási adatok, mind a slágerlistás helyezések tekintetében. A lemez reklámkampányának részeként annak névadó dalát az Ito En Stylee Sparkling üdítőital televíziós reklámjainak betétdalául, míg a Welcome Home című számot a tizenhatodik KBC mizu to midori Campaign (KBC水と緑のキャンペーン, ’KBC víz és zöld [növényzet]-kampány’) főcímdalául választották. 2012 nyarán számos zenei fesztivál, köztük a Higher Ground, az Otodama Sea Studio, az MTV Zushi Fes, a Colors vagy az Inazuma Rock Fes színpadán is felléptek. Szeptember elején megtartották második Kjú ni kite gomen koncertsorozatukat, amely alatt ezúttal Kórijamában és Moriokában léptek fel. Augusztus 22-én Scandal Japan Title Match Live 2012: Scandal vs Budokan címen megjelent a budókani koncertjük felvétele, amely a második helyet érte el az Oricon zenei DVD és a tizennegyedik helyet az összesített BD eladási listáján 7199, illetve 4519 eladott példánnyal. Szeptember 12-én újabb kislemezük jelent meg Pin Heel Surfer címen, amely a 11 300 eladott példányával a kilencedik helyezést érte el a japán eladási listán.
A kislemezt szeptember 26-án Queens Are Trumps: Kirifuda va Queen címmel követte negyedik stúdióalbumuk. A negyedik helyen mutatkozott be az Oriconon, így a Scandal lett az első hangszeres lányegyüttes, amelynek első négy nagylemeze a legjobb ötben debütált a lista 1987-es bevezetése óta. A lemez Kill the Virgin című száma Igucsi Noboru Dead Sushi horror-vígjátékának főcímdala volt. Az album népszerűsítésére október 11. és november 22. között egy tizenöt állomásos országos koncertturnét tartottak Scandal Hall Tour 2012: Queens Are Trumps: Kirifuda va Queen címen, amely után december 1-jén első japán együttesként szólókoncertet adtak Malajziában. Október 12-én az együttes Feedback! néven elindította saját ruházati márkáját. Az október 24-én megjelent She Loves You Yui-tribute albumon feldolgozták az énekesnő How Crazy című dalát, amely később Hongkongban vezette a Radio Television Hong Kong J-pop-slágerlistáját. Az évet december 23-án, a már negyedik alkalommal megrendezett Best Xmas-koncertjükkel zárták, amelyet Japánban, Tajvanon és Hongkongban is élőben vetítettek a mozik.
A Microsoft 2012 októberében indított, a Windows 8 operációs rendszert népszerűsítő ázsiai televíziós reklámjaiban az együttes Haruka kislemezén megjelent Satisfaction című száma hallható, így a Scandal lett az első japán együttes, amely dala szerepelhetett a cég operációs rendszereinek reklámjaiban. A kislemez 2012. november 5-én „újracsomagolt” változatban is megjelent és 74 hét után ismét felkerült az Oricon eladási listájára, míg a Satisfaction a hongkongi J-pop-, videóklipje pedig a thaiföldi Channel V videókliplistáját vezette. A dal remixelt változata később az FM802 The Nakajima Hiroto Show 802 Radio Masters rádióműsorának zárófőcím dala lett, illetve felkerült Isino Takkjú Takkyu Ishino Works 1983–2017 című válogatásalbumára is.

### 2012–13:Standard
2013. február 6-án Encore Show címen megjelent második válogatásalbumuk, amely a harmadik helyezést érte el az Oricon heti eladási listáján 28 817 példánnyal. A lemezen tizenöt B oldalas szám mellett, egy új szerzemény, a Kjó, koi vo hadzsimemaszu című film főcímdalaként is hallható Happy Collector, illetve az együttes független pályafutása alatt néhány alkalommal előadott Playboy című dal újrakevert változata is helyet kapott. 2013. március 3-án a zenekar legfőbb célkitűzését teljesítve felléptek az Osaka-jo Hallban, a jegyeket kevesebb, mint öt perc alatt eladták. 2013 márciusában Indonéziában, Szingapúrban és Thaiföldön, majd azt követően június 9. és július 7. között Japánban turnéztak. 2013. április 2-án Scanomics címen újabb rádióműsoruk indult a Tokyo FM Radio Dragon című programjának keretében. A műsor 105 epizódot élt meg, utolsó adása 2015. március 31-én került műsorra.
Tizennyolcadik kislemezük, az Avanai cumori no, genki de ne 2013. május 22-én jelent meg, névadó dala az Ore va mada honki dasitenai dake élőszereplős film főcímdalaként volt hallható. A kiadvány a negyedik helyen mutatkozott be az Oricon heti slágerlistáján 32 533 eladott példánnyal, a Billboard Japan Hot 100 listáján a tizedik helyig jutott. Május elején megtartották harmadik Kjú ni kite gomen koncertsorozatukat, amely alatt ezúttal Macuéban és Jonagóban léptek fel. Június 5-én újabb dalt jelentettek be Brand New Wave címen, amit először az Ito En Stylee Sparkling üdítőital reklámjában lehetett hallani. Június 9. és július 7. között egy tizennégy állomásos koncertturnét tartottak Scandal Live Tour 2013: Sca va mada honki dasitenai dake címmel. Július 24-én Scandal Osaka-jo Hall 2013: Wonderful Tonight címmel kiadták negyedik koncertlemezüket.
Tizenkilencedik kislemezük 2013. augusztus 14-én jelent meg Kagen no cuki címmel. B oldalas dala a Grand Front Osaka Robot Scandal (ロボット・スキャンダル) projektjének keretében a Robi elnevezésű humanoid robothoz írt Kimi to mirai to kanzen dóki. A kiadvány az ötödik helyet érte el a japán kislemezlistán 28 344 eladott példánnyal. Huszadik kislemezük, az Over Drive 2013. szeptember 18-án jelent meg, címadó dalát Nakata Jaszutaka írta, akinek több mint tizenöt éves pályafutása alatt ez volt első szerzeménye, amit egy hangszeren játszó együttesnek írt. A lemez B oldalas száma, a Scandal in the House az együttes első dala, amely merített a rave vagy a dubstep elemeiből, illetve az első, amelyen egyáltalán nem játszanak semmilyen hangszeren.
A hetedik helyet érte el az Oricon eladási listáján 15 957 eladott példánnyal, valamint hatodikat a Billboard Japan Hot 100 slágerlistáján. A kislemezt október 2-án a Standard címmel ellátott stúdióalbum követte, amelyen többek között szerepel a külön a Botrány televíziós sorozat japán sugárzásához írt Weather Report című dal is. Az együttes 2013-ban is számos fesztiválra kapott meghívást, köztük a Kawaii!! Matsurira (április 21.), a Naon no Yaonra (április 29.), a hirosimai virágfesztiválra (május 5.), az Otodama Miyazaki Festivalra (július 27.), a Rock in Japan Festivalra (augusztus 4.), a Girls’ Factoryre (augusztus 7.), a Summer Sonicra (augusztus 10–11.), a Mezamasi Live-ra (augusztus 13.), a thaiföldi Sonic Bangre (augusztus 24.), a Sound Marinára (szeptember 1.), a Berryten Live-ra (szeptember 8.), a Kisidan banpakura (szeptember 14.), az Inazuma Rock Fesre (szeptember 21.), az FNS kajószaira (december 4.), a Radio Crazyre (december 28.) vagy a Countdown Japanre (december 29.). Október 19. és december 3. között huszonegy állomásos országos koncertkörutat tartottak Scandal Hall Tour 2013: Standard címen.

### 2013–2015:Hello Worldés világ körüli turné
A zenekar a Scandal Collection 2014 rajongói klub-exkluzív koncertsorozattal nyitotta a 2014-es évet, amely keretében január 10. és 17. között felléptek mind a négy, így a nagojai, az umedai, a hirosimai és a sibujai Club Quattro koncertteremben. Az együttes készítette el a 2014. január 23-án megjelent Szengoku Basara 4 című PlayStation 3-játék zárófőcím dalát Runners High címmel. A dal február 12-én a játék nyitófőcím dalával, T.M.Revolution Count Zero című számával egybecsomagolva, a Count Zero/Runners High (Szengoku Basara 4 EP) split lemezen jelent meg. A kiadvány az ötödik helyet érte el az Oriconon 30 178 eladott példánnyal.
A lemezt Ono színházi fellépései miatt nem igazán népszerűsítették, helyette viszont két dalt is írtak. Az első ilyen dal, a Rainy a japán mozikban 2014. április 19-én bemutatott A végzet ereklyéi: Csontváros című film helyi vetítésének témazenéje volt. A másodikat, a Departure-t Szaszazaki írta Kameda Szeidzsi hangszerelésében a független lemezkiadós bemutatkozásuk hat-, illetve a budókani fellépésük egyéves évfordulójának megünnepléseként. A két szám végül 2014. április 23-án a Departure kislemezen jelent meg. A kiadvány az ötödik helyezést érte el az Oricon heti kislemezlistáján 30 953 eladott példánnyal. A 2014. március 26-án megjelent Vatasi to Dorikamu: Dreams Come True 25th Anniversary Best Covers című Dreams Come True-tribute albumom feldolgozták a zenekar Oszaka Lover című dalát. 2014 májusának elején megtartották negyedik Kjú ni kite gomen koncertsorozatukat, amely alatt ezúttal Otaruban, Aszahikavában, Hakodatén, Hiroszakiban és Akitában léptek fel.
2014 júniusában Scandal Arena Live 2014 címen háromállomásos arénakoncert-turnét tartottak, egyszer az Osaka-jo Hallban (június 22.), míg kétszer a Yokohama Arenában (június 28–29.) léptek fel, ezzel a Scandal lett a második hangszeren játszó lányegyüttes a Princess Princess után (1991), amely két egymást követő napon adott koncertet az aréna 1989-es megnyitása óta. A három fellépésre összesen 35 000 jegyet váltottak, ebből tizenkétezret az oszakai, míg huszonháromezret a jokohamai előadásokra.
A 2014. július 16-án megjelent Joake no rjúszeigun című kislemezük címadó dala a Pokémon the Movie XY: Hakai no maju to Diancie animefilm, míg egyik B oldalas száma, a Your Song a J-Melo televíziós műsor zárófőcím dala volt 2014 júniusától szeptemberéig. A kiadvány az ötödik helyet érte el az Oricon heti kislemezlistáján 32 013 példánnyal, illetve az elsőt a Billboard Hot Animation listáján, így jelölték őket az év animációs előadójának járó díjra a 2014-es Billboard Japan Music Awards zenei díjátadón. A kislemezből nyolc hét alatt összesen 42 967 darabot adtak el, így ez lett az együttes addigi legsikeresebb kislemeze. 2014 júniusában a Squier megjelentette Ono (Telecaster), Szaszazaki (Jazzmaster), illetve Ogava (Jazz Bass) saját modellváltozatú (signature) gitárját. Ez volt az első alkalom, hogy a cég egy japán női előadónak szentelt gitárt hozott kereskedelmi forgalomba.
A zenekar huszonharmadik kislemeze Image címmel jelent meg november 19-én, melynek címadó dala a japán BS Fuji televízióadó 2014-es IWCC női labdarúgó-klubvilágbajnokság közvetítésének „éljenző dala” volt. A kislemezt hatodik stúdióalbumuk, a Hello World követte december 3-án. A lemezzel az együttes tizedik évfordulójának előkészítéseként új irányt vettek, hiszen a rajta szereplő dalok többségét teljesen ők szerezték. A kiadványon szerepel a Komuro Tecujával karöltve írt Inochi mirai Project (inochi未来プロジェクト, ’Jövő élet projekt’) témazenéje, a Place of Life is, mellyel a gyermekkori szívbetegség elleni küzdelmet segítették.
A lemez a harmadik helyen mutatkozott be az Oricon heti listáján, ezzel tovább erősítve az együttes rekordját. A kiadvány a JPU Records jóvoltából Európában is megjelent fizikai formában. 2014. szeptember 14. és 19. között öt koncertet adtak az Akaszaka Blitzben, valamint szeptember 23. és 28. között szintén ötöt a Dojima River Forumban a Scandal Live House 10 Days: Kjú ni kite moratte gomen 2014: Sinkjoku jaru kara kiite jo elnevezésű turnéjuk során, melyen az Image és a Hello World kiadványok dalait is játszották. A zenekar a 2014-es évben is számos zenei fesztiválra kapott meghívást, köztük több egyetemi fesztiválra, de a Rock in Japan Festivalra (augusztus 10.), az FNS uta no nacu macurira (augusztus 13.), a Girls’ Factoryre (augusztus 18.), a Szenkó Riotre (augusztus 31.), az MBS otomacurira (október 12.), a Countdown Japanre (december 30.) vagy éppen az amerikai Honolulu Ekiden & Music Festivalra (június 1.) vagy a dél-koreai Pentaport Rock Festivalra (augusztus 3.) is.
2015. január 14-én Scandal Arena Live 2014: Festival címen megjelent az együttes ötödik koncertfelvétele. Ugyanebben a hónapban a zenekar Scandal World Tour 2015: Hello World címmel világ körüli turnéra indult, harmincegy japán, három európai, három amerikai és három Japánon kívüli ázsiai koncerttel. A turné alatt, május 4-én a JPU kiadásában megjelent a Greatest Hits című válogatásalbumuk, kizárólag Európában, amelyből már előrendelésben elkelt az összes példány. Mindeközben Japánban Szaszazaki közreműködött a Super Beaver együttes Ai szuru című albumán, Ono pedig az FM802 rádióadó Access kampányának 2015-ös dalán.

### 2015–2016:Yellow
A Hello World megjelenése után újraformálták az együttes produkciós csapatát, mivel a zenekar tagjai egyre nagyobb késztetést éreztek a dalírásra. Hetedik stúdióalbumuk első kislemeze 2015. július 22-én jelent meg Stamp! címmel. Az „amerikai pop-rock” stílusú címadó dalt Szaszazaki írta, a kiadvány hangmérnöke a háromszoros Grammy-díjas Tom Lord-Alge volt. A lemez az ötödik helyen mutatkozott be az Oricon heti eladási listáján 20 752 példánnyal. 2015. szeptember 7-én újabb kislemezük jelent meg Sisters címmel, hangmérnöke szintén Lord-Alge volt. A kiadványból megjelenésének hetében 14 594 példányt adtak el az Oricon adatai szerint, mellyel az a kilencedik helyezést érte el a listán. A Scandal a kiadvány névadó dalával Japán képviseletében a 2015-ös ABU TV-s Dalfesztiválon is fellépett. Első világ körüli turnéjukról Hello World címmel dokumentumfilmet is forgattak, melyet a japán mozikban 2015. október 17-én mutattak be, lemezen pedig 2015. december 23-án jelent meg.
A zenekar 2015-ben is több fesztiválon fellépett, így a Rock in Japan Festivalon (augusztus 1.), a World Happiness-szen (augusztus 23.) vagy a Countdown Japanen (december 31–január 1.) is. 2015 decembere és 2016 januárja között egy Scandal Arena Tour 2015–2016: Perfect World nevezetű arénaturnét tartottak, amely során a kóbei World Memorial Hall, a nagojai Nippon Gaishi Hall és a tokiói Nippon Budókan színpadán léptek fel, utóbbin kétszer is. A koncertsorozat utolsó állomását a Wowow Live televízióadó élőben közvetítette, BD-n és DVD-n pedig 2016. április 13-án adták ki. Hetedik stúdióalbumuk 2016. március 2-án, Yellow címen jelent meg, hangmérnöke a háromszoros Grammy-díjas Tom Coyne volt. Az albumon többek között szerepel a Neko nanka jondemo konai című mangasorozat élőszereplős filmadaptációjának főcímdalául választott Morning Sun, illetve a Hello World dokumentumfilm főcímdalául bemutatott Csiiszana honó is.
A lemezen kizárólag saját szerzeményű dalok kaptak helyet, a kiadványt két nemzetközi turnéval támogatták, amelyek során Japánban, Hongkongban, Tajvanon, Szingapúrban, Thaiföldön, Hollandiában, Németországban, Lengyelországban, Ausztriában, Olaszországban, Franciaországban, Spanyolországban és az Egyesült Királyságban koncerteztek. Szaszazaki május 14-én kiszáradás miatt kórházba került, a turné két oszakai állomását későbbi időpontra tolták át, míg a Honolulu Ekiden & Music Festivalon való koncertjüket lemondták, azonban a többi három tag futott a versenyen. A Yellow a második helyet érte el az Oricon heti eladási listáján, ezzel a helyezéseket tekintve az együttes addigi legsikeresebb albuma lett.

### 2016–2018:Honey
A zenekar huszonhatodik kislemeze 2016. július 27-én jelent meg Take Me Out címmel, a lemez címadó dala az Ószama no Brunch televíziós műsor zárófőcím dala és az ABC-Mart 2016 nyári reklámjának témazenéje volt. 2016. augusztus 21-én, az együttes fennállásának tizedik évfordulóján az addigi legnagyobb, szabadtéri szólókoncertjüket adták az oszakai Izumiócu Phoenix színpadán. A felvételek 2016. november 2-án jelentek meg Scandal 10th Anniversary Festival: 2006–2016 címmel. 2016. október 30. és 2016. november 27. között Scandal Mania Tour 2016 címen hétállomásos, rajongói klub-exkluzív koncertsorozatot tartottak. 2016. december 21-én Video Action 2 címmel megjelent második videóklip-gyűjteményük. 2017. február 15-én Scandal címmel válogatásalbumuk jelent meg, melyet március és július között egy ötvenhárom állomásos koncertsorozattal támogattak, mely során Japán mind a negyvenhét prefektúrájában adtak koncertet.
A turné után felléptek a Rock in Japan Festival (augusztus 6.), a Rising Sun Rock Festival (augusztus 11.), a Monster Bash (augusztus 19.), az Akita Caravan Music Fes (szeptember 3.), a Kisidan banpaku (szeptember 17.) és a Magurock (október 1.) könnyűzenei fesztiválokon, majd a Scandal no taiban Tour turnén a Unison Square Garden, a 04 Limited Sazabys és a Blue Encount együttesekkel közösen koncerteztek. 2017. szeptember 21-én felléptek a Nena pályafutásának negyvenedik évfordulóját megünneplő rendezvényen Hamburgban, ahol a Willst du mit mir gehnt és a 99 Luftballons harmadik verzéjét adták elő kevert, német és japán nyelven. 2017. október 22-én Koiszuru Universe címmel digitális kislemezt jelentettek meg, melynek címadó száma a Bourbon Corporation webreklámjának betétdala volt. 2017 novemberében a Fender megjelentette az együttes tagjainak második saját modellváltozatú gitárjait (Ono: Telecaster, Szaszazaki: Stratocaster, Ogava: Precision Bass), illetve első japán hangszeres lányegyüttesként szerződést kötött a zenekarral.
A zenekar nyolcadik stúdióalbuma, a Honey 2018. február 14-én jelent meg, melyet március 3. és május 25. között Scandal Tour 2018: Honey címen huszonhárom állomásos országos koncertsorozattal támogattak. Ezt június 10–30. között egy ázsiai turné követett. 2018 szeptemberében egy hat állomásos amerikai turnét tartottak, amely során New Yorkban, San Franciscóban, Anaheimben és Dallasban, illetve Mexikóvárosban és Monterreyben léptek fel. 2018-ban az együttes volt a Kazettaboltok Napjának japán nagykövete.

### 2019–: Kiadóváltás,Kiss from the Darkness, második világ körüli turné
A zenekar a 2018. december 24-én megtartott koncertjén bejelentették, hogy „her“ néven butikkiadót alapítanak a Victor Entertainment Colourful Records alkiadója alatt, hogy nagyobb szabadságot kapjanak a dalírásban. A her alatt kiadott első kiadványunk, a Masterpiece/Mabataki című kislemez 2019. március 27-én jelent meg. 2019. június 1. és 2019. július 11. között Fuzzy Summer Mood címen egy tizenötállomásos koncertsorozatot tartottak. 2019. augusztus 7-én Fuzzy címmel digitális kislemezt jelentettek meg, melyet november 6-án a Szaisúheiki, kimi követett. 2020. január 8-án Amidakudzsi címmel promóciós kislemezt jelentettek meg. 2019 novemberében a Scandal no taiban Tour kétállomásos turnén a Kjúszo nekokami és a SiM együttesekkel közösen koncerteztek. Az együttes kilencedik nagylemeze 2020. február 12-én Kiss from the Darkness címmel jelent, melyet a tervek szerint egy hasonló című világ körüli turnéval támogattak volna.
Az Amidakudzsi című dal a GeGeGe no Kitaró animesorozat zárófőcím dala, míg a Tonight a Raisze de va csanto simaszu dorama nyitófőcím és Kintetsu Pass’e bevásárlóközpont televíziós reklámjának betétdala volt. 2020. március 9-én Scandal Catch Up címmel heti rendszerességű internetes rádiműsort indítottak. 2020. június 3-án Living in the City, majd július 15-én Spice címmel digitális kislemezt jelentettek meg. Utóbbi az Xflag animestúdió Xspice című rövidfilmjének főcímdala. A 2020-as év folyamán a Covid19-pandémia miatt a világ körüli turné koncertjeit sorra későbbi időpontra tolták át, augusztus 21-én egy nézők nélküli élő közvetítést tartottak a Katsushika Symphony Hillsben, melyet 2020. november 18-án Scandal World Tour 2020: Kiss from the Darkness Livestream címmel Blu-rayen és DVD-n is megjelentettek. December 24-én szólókoncertet adtak a Tojoszu Pit színpadán, ez volt az együttes egyetlen közönség előtt megtartott fellépése a 2020-as évben.
2021. március 3-án Eternal, majd június 16-án Ivory címmel kislemezt jelentettek meg. 2021. április 3–28. között „Scandal Mania Tour 2021: Request” címen hétállomásos turnét tartottak, melyen kizárólag a rajongói klubjuk tagjai vehettek részt. 2021. augusztus 21-én, az együttes alapításának tizenötödik évfordulóján szólókoncertet adtak az Osaka-jo Hallban. 2021 szeptemberében a Pearl Drums megjelentette Szuzuki saját modellváltozatú pergődobját, illetve dobkészletének replikáját. Szeptember 29-én One More Time címmel kislemezt fognak megjelentetni.

## Stílus és inspirációk
Pazarlás az a kép és tudat, hogy »a női együttesek alsóbbrendűek a férfi együttesekkel szemben.« Büszkék vagyunk arra, hogy női együttesnek hívhatjuk magunkat. Igazán csak akkor értheted meg azt, hogy ez a kultúra Japánhoz kötött, amikor külföldre utazol és egyetlen olyan országot sem találsz, ahol ennyi női együttes működne. Ezen okból kifolyólag akarjuk ezt a mozgalmat Japán határain kívül is tovább bővíteni. Lehet, hogy el fog tartani egy darabig, de reménykedünk benne, hogy el tudjuk érni azt a korszakot, amikor a »női rock« a »rock« mellé emelkedhet.
Az együttes dalait elsősorban pop-rock vagy pop-punk stílusba lehet besorolni, de számaikban megfigyelhetőek a dance, az elektronikus zene, a garage rock, a J-pop, a klasszikus rock and roll, a ska-punk, a grunge, a shoegazing vagy a reggae elemei is. Kezdetben azt vallották, hogy ők játsszák a „legerőteljesebb lányos japán pop-rock” zenét, de első világ körüli koncertsorozatuk óta gyakran a „happy rock” (ハッピーロック, ’boldog rock’) stílusába sorolják be számaikat, magukat „koncertzenekarnak” tartják. A vokál a dalok többségében szét van osztva zenekar mind a négy tagjára, azonban a legtöbb alkalommal Ono és Ogava hangja dominál. Dalszövegeik 2013 előtt gyakran az álmaikról szóltak, azonban miután beteljesítették első számú célkitűzésüket, az Osaka-jo Hallban való fellépést, inkább a mindennapi élményeikről írnak, gyakran biztató jelleggel. Dalszövegeik rendszerint japán nyelvűek, szórványosan angol szavakkal tűzdelve. Az „erős lány” képe visszatérő témája a dalaiknak. Albumaik stílusa rendszerint jelentősen eltér egymástól, mindig más nézőpontból próbálják megközelíteni azokat, ezért a rajongótáboruk más-más szelete mindig negatívan fogadják azokat. Az együttes tagjai több hangszert is megszólaltattak már a számaikban; Ono a gitáron kívül basszusgitáron, clavesen, csörgődobon, güirón és sampleren, Szaszazaki a gitár mellett cabasán, furulyán, glockenspielen és szintetizátoron, Ogava a basszusgitáron kívül csörgődobon, száncsengőn és ukulelén, míg Szuzuki a dobok mellett cajónon, gitáron, mellotronon, tamburinon és szintetizátoron is játszott, de alkalomadtán pozíciót is szoktak cserélni. A zenekar énekszólamai általában természetes hangzásúak, ritkán vannak vocoderrel vagy hangkorrekciós szoftverekkel eltorzítva, ezen részek rendszerint playbackről mennek a koncertjeik alatt. Alexey Eremenko, az AllMusic weblap szerkesztője megjegyezte, hogy a Scandal „meglepően kemény, keményebb, mint néhány J-rock-csapat, legyen az egy cég gyártmánya vagy egy nagy múlttal rendelkező előadó”, illetve hogy Avril Lavigne „fiatalos energiáját” és „érett professzionalizmusát” véli felfedezni az együttesben. Eremenkóval Edward Cole, a Fender hangszercég ázsiai részlegének elnöke is egyetértett, szerinte „szinte felfoghatatlan, hogy milyen erőteljesek a Scandal előadásai. […] A zenei tudásuk és a látványviláguk csodálatos.” Kojanagi Daiszuke, a Rockin’on Japan magazin szerkesztője szerint a Scandal-számokat a „tökéletesség, a most vagy soha-szellemiség, a pop és a magabiztosság” teszik ki. Egy 2016-os felmérés szerint az együttes rajongótáborát elsősorban tizen- (41%) és huszonéves (38%) fiatalok teszik ki, de a harmincas és negyvenes éveikben lévők is jelentős hányadot képviselnek (9–9%), a rajongók 70 százalékát férfiak, 30 százalékát nők alkotják. Szuzuki elmondása szerint a szokatlan alapításuk miatt nem csak olyan rajongóik vannak, akik az együtteseket kedvlik, de olyanok is, akik a táncolást vagy éppen az idolokat részesítik előnyben.
A zenekar alapításakor nem tervezték, hogy annak tagjai valaha is dalokat fognak írni, ám az idő előrehaladtával, ahogy a stúdióban megfigyelték, amint mások zenét írnak nekik egyre nagyobb késztetést éreztek erre. Ez a Baby Action című soralbumuk felvételei során teljesedett ki, Szuzuki házában megbeszélést is tartottak a stábtagok bevonása nélkül, melynek eredményeként megváltozott a dalszövegírási eljárásuk. Korábban az együttes tagjai önállóan, egymással nem egyeztetve írták a dalszövegeket, azonban ettől kezdve kikérdezik egymás véleményét, megbeszélik a szám által sugárzott képet és annak jelentését, hogy ezeket bevonhassák a felvételek során. Bár 2014-ig dalaik többségét nem ők komponálták, azonban azok szövege néhány kivételtől eltekintve mind saját szerzemény. A dalszövegírásban a legaktívabb Szuzuki, aki negyvenkettő dal szövegét írta. Ogava harminchét, Szaszazaki tizennyolc, Ono tizenkettő, míg maga az együttes tizennyolc számnál van feltüntetve dalszövegíróként, ezzel szemben tizenöt olyan számuk van, aminek más írta a szövegét. Zeneszerzés tekintetében Szaszazaki a legaktívabb negyvenhárom szerzeményével. Szuzuki tíz, Ogava hét, az együttes három, míg Ono kettő dalt komponált. A kezdeti éveikben erős szorongás élt bennük amiatt, hogy annak ellenére, hogy egy együttesben játszanak, azonban nem ők maguk írják a dalaikat. Ugyan már annak idején is szerettek volna dalokat komponálni, azonban akkori tudásszintjükkel erre még nem voltak képesek. Habár Szuzuki számos alkalommal küldött saját készítésű dalokat a zenekar menedzsmentjének, azonban első dala csak 2011-ben, a Pride kislemezre került fel. A 2014 decemberében megjelent Hello World című stúdióalbumukkal új irányt vettek, a lemezen szereplő legtöbb dalt ők szerezték, melyre azért került sor, mivel úgy érezték, hogy bizonyos korábbi, mások által szerzett számaik nem az ő hangjukat képviselik. Következő nagylemezükre, a 2016 márciusában megjelent Yellowra már nem csak az összes számot ők szerezték, de más előadóknak, így Katahira Rinának és a Jumemiru Adolescence-nek is írtak és hangszereltek is dalokat. Az animedalaik miatt úgy érezték, hogy a nemzetközi rajongók nem „autentikus rockegyüttesként”, hanem a popkultúra egyéb részeinek „tartozékaként” tekintenek rájuk.
Az együttes a B oldalas számaival rendszerint nagyobb kockázatot vállal, így olyan experimentális szerzeményeket jelentettek meg, mint a háromakkordos Playboy vagy az egy éjszakába elhúzódó értekezlet gyors berekesztésére írt Nai nai Night 2014, melyen az együttes tagjai güirón, csörgődobon, akusztikus gitáron, furulyán és cajónon, menedzsmentjük pedig dugattyús sípon és shakeren játszik. A kritikusok szerint a teljes hosszúságú albumaik számos japán együttessel ellentétben nem csak a kislemezeik gyűjteménye néhány „töltelékszámmal” kiegészítve, mivel ezeket rendszeresen a megszokott pop-rockos hangzásviláguktól eltérő, a rockzene más válfajaiba belekóstoló dalokkal töltik meg. Ogava szerint mivel a B oldalas számokat olyan irányból közelíthetik meg, amire a kiadványok címadó dalainál nincs lehetőségük, ezért a zenekar igazi természete ezekben rejtőzhet. Számaikat a koncerteken úgy játszhatják el, ahogy azt ők jónak gondolják, így a Best Scandal megjelenése után, a First One-Man Live Tour óta az együttes legtöbb turnéja és csarnokkoncertje alkalmával különleges módon ad elő egy-egy dalt, mivel ezek jobban kihangsúlyozzák a zenekar tagjainak egyéniségét. Az ilyen előadások során számos Johnny’s-idolegyüttes dalát dolgozták fel álnév alatt, így Scashi néven Arashi, SCAP néven SMAP vagy Nintama Scataró néven Hikaru Genji számokat. A zenekarra kezdetben jellemző volt, hogy a videóklipjeikben egyszerre táncoltak és imitálták a hangszereiken való játszást, míg a fellépéseiken egyszerűbb táncmozdulatokkal kísérték a zenélést. Szuzuki szerint az egyszerre történő éneklés és táncolás „egy olyan dolog, amire más együttesek nem képesek. Mi éppen ezért tesszük meg.” Ono azzal magyarázta a videóklipekben és a koncerteken való táncolást, hogy „mi egy olyan együttes vagyunk, mely nem csak egy együttes. Azért táncolunk, mivel szeretünk táncolni. Kijelenthetem, ha nem tehetném meg ezeket, akkor már rég kiléptem volna a zenekarból.” A táncolós előadásokat a 2014-ben megjelent Hello World stúdióalbummal hangszeres szólódalok váltottak, mivel úgy érezték, hogy a táncolás miatt nem nevezhetik őket igazi rockegyüttesnek. Ennek ellenére a karácsonyi koncertjeiken továbbra is feldolgozták több idolegyüttes számát, azok videóklipjeiben szereplő koreográfiák eltáncolásával.
Az együttest több alkalommal skatulyázták be idolegyüttesnek, sőt még azt is megkérdőjelezték, hogy a hangszereken valóban ők játszanak vagy csak felvételről szólnak. Kezdetben úgy érezték, hogy megérdemlik, hogy idolként tekintsenek rájuk, hiszen nem ők szerezték a dalaikat, később azonban az idolokra jellemző iskoláslány-egyenruha viselésével is többek között azért hagytak fel, hogy nehogy idolegyüttesként tekintsenek rájuk a ruházatuk miatt. Ono elmondása szerint mivel technikailag nem elég kifinomultak, hogy „igazi” rockegyüttesként tekintsenek rájuk, ezért a dalok szövegével próbálják kifejezni, hogy ők nem idolok. A 2012-ben megjelent Queens Are Trumps: Kirifuda va Queen című stúdióalbumuk nyitódalán kijelentették, hogy az irigy és hazug emberek állításaival szemben ők nem csak a kavaii-képpel jutottak fel a csúcsra. A zenekar tagjait a nőiességük kimutatása végett számtalan atrocitás érte, többen úgy gondolták, hogy az együttest arra használták, hogy „aranyosabb” képet állítsanak fel magukról vagy egyáltalán nem gondolják komolyan a zenélést.
Számos japán sajtóorgánum szerint a zenekarnak meghatározó szerepe volt a szigetország hangszeren játszó női együtteseinek számának nagyarányú növekedésében, valamint számos női gitárosra is nagy hatással voltak. Több Scandal-feldolgozás zenekar, így például a Tancobuchin vagy a Kanikapila később hivatásos zenekarrá vált. Az együttes célkitűzésének tette meg, hogy a hangszeres lányegyüttesek tipikusan japán kultúráját szélesebb körben is népszerűvé és elismertté tegyék. A Pia Corporation japán jegyiroda a zenekart a lágyabb és a keményebb zene, illetve az aranyosság és a szexisség közel tökéletes keresztmetszetének, a „női együttesek új korszakának” első számú képviselőjének kiáltotta ki. A Rolling Stone Japan magazin szerkesztője szerint a zenekar „kiérleli a japán zenei piacot, ami szabvánnyá fog válni, ahogy egyre több fiatal kezdi el kedvelni a Scandal zenéjét.”
A zenekarra bevallásuk szerint elsősorban olyan amerikai előadók hatottak, mint a Foo Fighters, a Green Day, a Maroon 5, a Paramore, Pink, a Red Hot Chili Peppers vagy Taylor Swift. Ono elmondása szerint Amuro Namie japán popénekesnő hatására kezdett érdeklődni a szórakoztatóipar iránt, de Avril Lavigne, a Go-Bang’s és Yui is nagy befolyással volt rá. Szaszazaki a W-inds befolyására kezdett el énekelni és táncolni, de a Judy and Mary és a Whiteberry pop-punk-együttesekre is inspirációforrásként tekint. Szuzukira a Chatmonchy, Kavakita Nao (Maximum the Hormone), Keith Moon (The Who), Steve Gadd és a Weezer, míg Ogavára Carole King, Osima Tomoko japán illusztrátor és a Princess Princess volt hatással. Sum 41 koncertfelvételekből tanulták meg, hogyan kell feltüzelni a közönséget, míg Kiss- és Za Bon-előadásokból, hogyan kell a színpadon viselkedni.

### Egyenruha
A zenekar kezdetben mindig az iskolai tanórák után, az iskolai egyenruhában gyakorolt, ezért úgy gondolták, hogy akár ebben is felléphetnének a színpadon. Japánban a 2000-es évek elején egyre inkább elterjedtebbé vált, hogy a nők akár még az iskola elvégezte után is az iskolai egyenöltözékekhez hasonlatos ruhákat, úgynevezett nancsatte szeifukut (なんちゃって制服, ’csak viccelek [hamis] egyenruha’) vesznek fel, mivel ettől fiatalabb, aranyos képet sugároznak magukról. Az együttes nem a kavaii kép kialakítása vagy a férfiak figyelemének felkeltésére irányuló marketingfogásként („sex sells”), jóval inkább az egységesség végett visel egyenruhát. Mivel az iskolai ruhájukban nem akartak színpadra állni, nancsatte szeifukura pedig nem volt pénzük, ezért a Daiei kjóbasi üzletében vettek „egyenruhát” mindössze 1000 jenből. Ez még egyszerű utcai ruhadarabokból állt: először csak egy szakadt, halálfejes pólóból és egy a saját ruhatárukból választott nadrágból, melyet később kockás szoknya, fehér ing és nyakkendő váltott fel.
Amint nagyobb támogatást kaptak a kiadójuktól, áttértek a kockás miniszoknyából, mellényből, pamutgalléros ingből, nyakkendőből és belebújós félcipőből álló formaruhára, amit ők „harci öltözéknek” (戦闘服; szentó-fuku) hívtak. Hajuk koromfeketére volt festve, körmeik is gyakran színt kaptak. A szeifuku a rock and roll dallamok kompenzálásaként is értelmezhető: a japán zenei piac élén egyáltalán nincsenek elterjedve a nőkből álló rockzenekarok, melyet Ono azzal magyaráz, hogy „talán a rock ’n’ roll zene játszása kínos a japán lányok körében. A rock nem aranyos, a pop viszont az.”
Az is megfordult a fejükben, hogy az amerikai Kiss mintájára befestik az arcukat vagy maszkot öltenek, ám erre végül nem került sor. Kiadójuk egyik másik javaslata az volt, hogy ne fedjék fel az arcukat, azonban végül ezt az ötletet is hamar elvetették, viszont a 2010-ben megjelent Taijó to kimi ga egaku Story kislemezig egyáltalán nem mosolyoghattak a kiadványaik promóciós anyagain vagy borítóin. Az egyenruha több változtatáson ment keresztül, minden egyes kislemezhez egy újabb társult. A Sakura Goodbye kislemezig gyakorlatilag csak a ruhadarabok színe, mintája változott.
Következő kiadványuknál, a Sódzso S-nél a csokornyakkendőt egy ferdén csíkozott, klasszikus nyakkendő, míg a félcipőt Dr. Martens-bakancs váltotta fel. Ez a harmadik stúdióalbumukig, a Baby Actionig többé kevésbé így is maradt, csak a mellény cserélődött le bőrdzsekire (Sunkan Sentimental), egyszerű ingre (Taijó to kimi ga egaku Story és Love Survive) vagy blúzra (a Scandal nanka buttobaszétől a Harukáig), illetve a színek és a minták is változtak. Az elkövetkező öt évre előregondolván a 2011-ben megjelent Love Survive klipjében jelképesen megválnak a korábbi, iskolai egyenruhákat mintázó öltözéküktől és felnőttesebb kompozíciókat öltenek magukra, jelképezvén a nagykorúvá válásukat, illetve rockegyüttes mivoltukat. Ez kezdetben fekete, monoton, egymáshoz passzoló ruhadarabokból állt, amit az egyéni ízlésük szerint alakítottak át, ami Onónál „rockerlány” bőrdzsekit, Szaszazakinál laza felsőket, Ogavánál különféle hajkiegészítőket, míg Szuzukinál nőiesebb ruhadarabokat jelentett. Következő két nagylemezüknél, a Queens Are Trumps: Kirifuda va Queennél és a Standardnál hasonló elvet követtek, de a domináns szín a piros és fekete, majd később a fehér lett.
2015-ös Hello World című stúdióalbumuktól kezdve az utcai viseletükhöz sokkal jobban hasonlító stílust vettek fel. Ez Onónál általában egyszerű, szűk farmernadrágból és valamilyen pólóból álló arculatot jelent, amit színes cipőkkel emel ki. Szaszazaki a hajszínéhez passzoló laza egyrészes vagy túlméretes felsőket hord, kiegészítőket csak nagyon ritkán visel, mivel rendszerint elhagyja azokat. Ogava a „londoni stílusú” kompozíciókat kedveli, míg Szuzuki a vintage és használt ruházatot részesíti előnyben. Ono hozzáfűzte, hogy nem kifejezetten aggódik amiatt, hogy az iskolai egyenruhák leváltása miatt elveszítenek néhány rajongót és inkább azt szeretné, hogy inkább a jellemvonásaikat lássák semmint az iskolai egyenruhájukat. Miután felhagytak az iskolai ruhák viselésével egyre több nő kezdett el járni a koncertjeikre, egyre többen kezdtek el érdeklődni a személyes ízléseik iránt, Szuzuki még egy stíluskönyvet is megjelentetett.

## Reklámkampányok

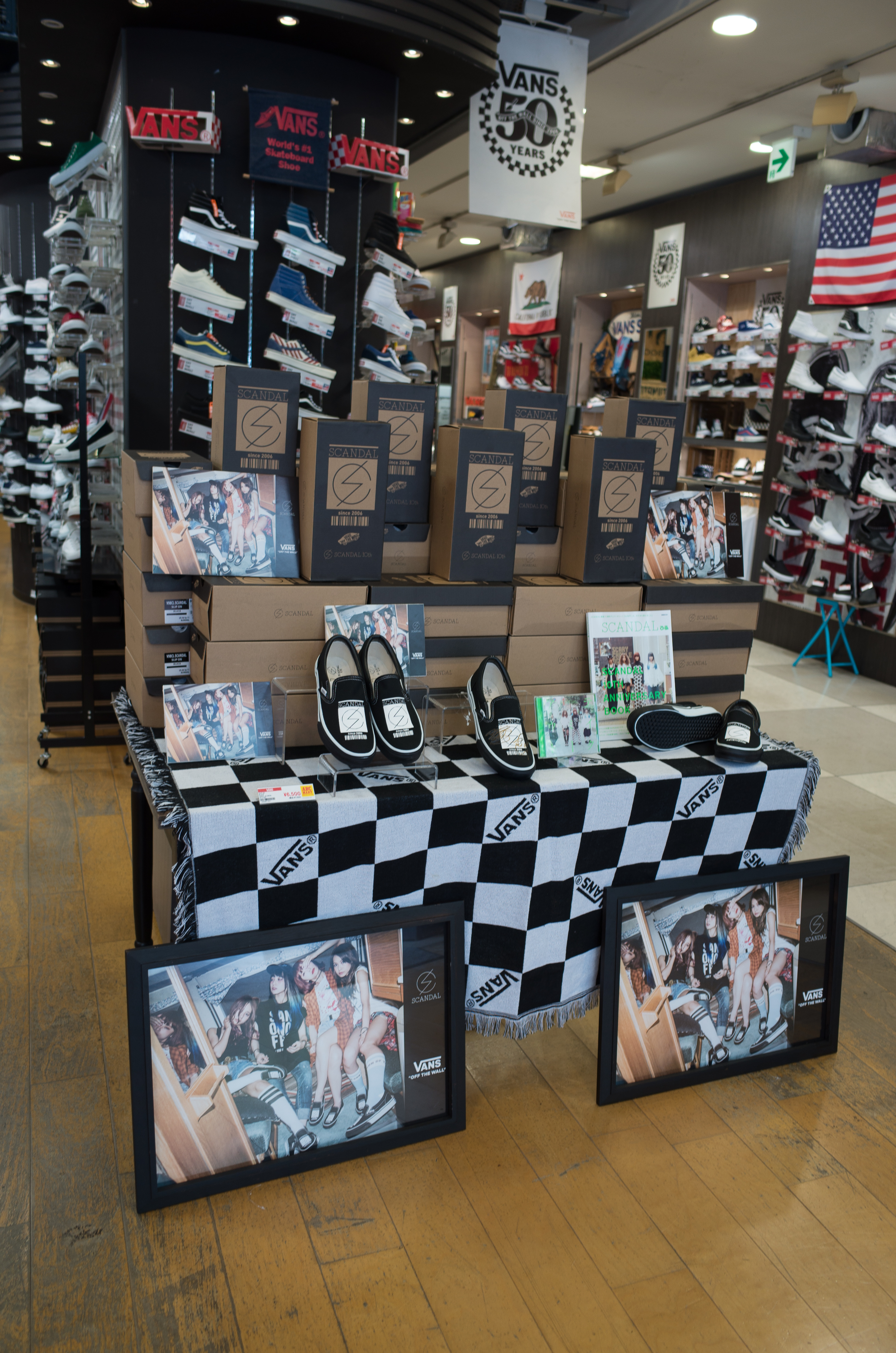
Scandal × Vans-cipők az ABC-Mart sibujai üzletében

Az együttes tagjai arcukat adták a Nike 2008 decemberében indított Nike Terminator cipőket népszerűsítő „Play Hard” reklámkampányához. 2009 elején az együttes tagjait mintázó Momoko-babákat jelentettek meg. 2009-ben Cecil McBee kozmetikai termékeket népszerűsítettek. 2010. augusztus 1-jén a Conomi ruházati márkának állítottak össze szeifukukollekciókat. 2010 telén a zenekar együttműködést kötött Sibuja egyik legnagyobb áruházával, a 109-2 Men’szel, melynek eredményeként az üzletet Scandal-óriáshirdetések borították be „botrányos téli ünnepeket” kívánva. 2011 novemberében a Zippo öngyújtók reklámarcai lettek a Zippo Girl reklámkampány első szereplőiként, amit egy korlátozott példányszámú öngyújtó piacra dobása kísért.
2012 decemberétől ismét a Zippo reklámarcai voltak, ez alkalommal négy, az együttes tagjai által tervezett öngyújtót jelentettek meg. 2013 májusában a famima.com internetes áruházzal Scandaroux (スキャンダルー) néven saját indiai curryt dobtak piacra, illetve nyolc zenésztársukkal karöltve a Glamb divatmárka 12 Emerging Artists elnevezésű fiatal kortárs művészeket támogató projektjének is a reklámarcai voltak. 2013. október 26-án a Nishi-Nippon Railroad fukuokai tömegközlekedési vállalat az Ecole utazási kártya bevezetésének tizedik évfordulójának megünnepléseként egy az együttest szerepeltető Ecole-okoskártyát jelentetett meg.
2015. augusztus 26-án a Reebok négy, az együttes tagjai által összeállított egyedi színkombinációjú Instapump Fury edzőcipőt hozott forgalomba. 2015. szeptember 26-án a Leica az együttes logóját ábrázoló, korlátozott példányszámú fényképezőgépet dobott piacra, kizárólag Japánban. Az együttes tagjai 2015. október 6. és 2016. április 11. között az ABC-Mart áruházi rádiójának egyik szegmensének műsorvezetői lettek, melynek keretében különböző termékeket mutattak be. 2015. december 9-én az együttes nevét jegyző Walkmant, valamint Sony fej- és fülhallgatókat dobtak piacra.
2016 februárjában a Bourbon Corporation Fettuccine Gummi (フェットチーネグミ) elnevezésű gyümölcsízű gumicukorjának reklámarcai lettek, melyet a Love Me Do videóklipjében is népszerűsítettek. 2016 júliusában a Vans az együttes logóját ábrázoló belebújós cipőt dobott piacra. 2017 februárjában a Tsutaya egy az együttest ábrázoló T-Card pontkártyát, illetve februárban és márciusban a Wearethemusic és a Village Vanguard a zenekarral kapcsolatos ruházati termékeket jelentetett meg, illetve a Rockin’ Star 2017-es ruhakollekcióját népszerűsítették.
2017 szeptemberében ismét a Bourbon Corporation reklámarcai lettek, a vállalat egyik internetes reklámjában az együttes animált formában, a Koiszuru Universe című számukat játszva jelent meg. 2018 februárjától a Revlon rúzsainak reklámarcai lettek, a reklámban a zenekar Electric Girl című dala hallható.

## Diszkográfia
- Best Scandal (2009)
- Temptation Box (2010)
- Baby Action (2011)
- Queens Are Trumps: Kirifuda va Queen (2012)
- Standard (2013)
- Hello World (2014)
- Yellow (2016)
- Honey (2018)
- Kiss from the Darkness (2020)
- Mirror (2022)

## Díjak és jelölések
Billboard Japan Music Awards:
- 2011: Az év animációs előadója – Scandal (jelölve)[162][463]
- 2014: Az év animációs előadója – Scandal (jelölve)[292][293][294]

Japan Record Award:
- 2009: Legjobb új előadó: Scandal – Sódzso S (jelölve)[116]
- 2009: Új előadó: Scandal – Sódzso S (megnyerte)[116]

J-Melo Awards:
- 2010: Legnépszerűbb előadó – Scandal (kilencedik)[186]
- 2011: Legnépszerűbb előadó – Scandal (negyedik)[186]
- 2012: Legnépszerűbb előadó – Scandal (kilencedik)[186]
- 2013: Legnépszerűbb előadó – Scandal (hetedik)[186]
- 2014: Legnépszerűbb előadó – Scandal (első)[186]
- 2015: Legnépszerűbb előadó – Scandal (második)[186]
- 2016: Legnépszerűbb előadó – Scandal (második)[186]
- 2017: Legnépszerűbb előadó – Scandal (harmadik)[186]
- 2018: Legnépszerűbb előadó – Scandal (második)[186]

MTV Video Music Awards Japan:
- 2016: Tinik által választott legjobb előadó: Scandal – Take Me Out (jelölve)[464]

Neo Awards:
- 2015: A 2015-ös év 5 legjobb zenei előadója – Scandal (harmadik)[465]
- 2016: A 2016-os év 5 legjobb zenei előadója – Scandal (ötödik)[466]
- 2017: A 2017-es év legjobb zenei előadója – Scandal (jelölve)[467]

Radio Television Hong Kong International Pop Poll Awards:
- 2010: Legjobb japán újonc – Scandal (bronz)[138]
- 2011: Legjobb japán művész/együttes – Scandal (jelölve)[468]
- 2012: Legjobb japán művész/együttes – Scandal (jelölve)[469]
- 2013: Legjobb japán művész/együttes – Scandal (jelölve)[470]
- 2018: Legjobb japán aranydal – Freedom Fighters (bronz)[471]